# Naturpark Drei Zinnen

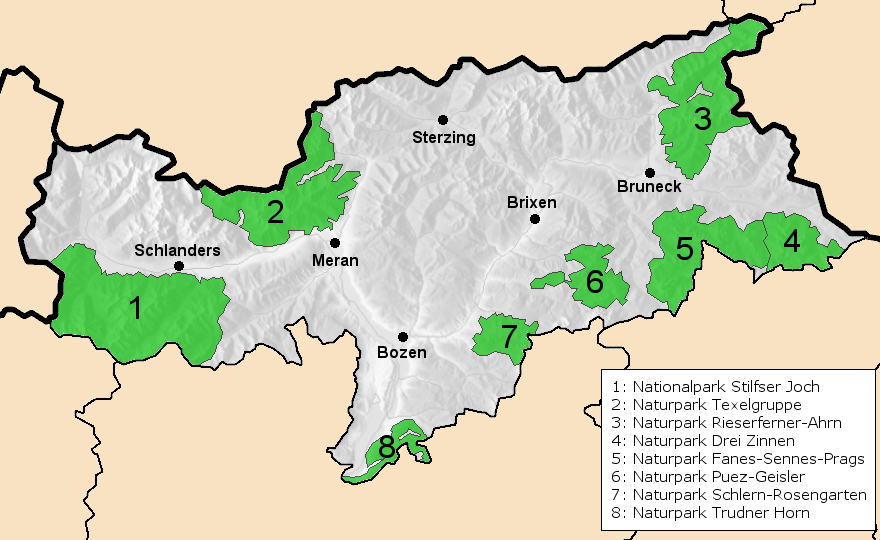
Karte der Naturparks in Südtirol mit dem Naturpark Drei Zinnen (4)

Der Naturpark Drei Zinnen (italienisch Parco Naturale Tre Cime) ist ein Regionalpark in den Südtiroler Dolomiten (Italien). Er wurde 1981 gegründet und umfasst eine Fläche von 11.891 ha, aufgeteilt auf die Gemeinden Innichen, Sexten und Toblach.

## Ausdehnung und Lebensräume
Der Naturpark Drei Zinnen befindet sich in den östlichen Dolomiten, und zwar im Südtiroler Anteil der Sextner Dolomiten. Begrenzt wird er im Norden vom Pustertal, im Osten vom Sextental und im Westen vom Höhlensteintal,  wo er direkt an den Naturpark Fanes-Sennes-Prags anschließt. Im Süden endet er an der Grenze zur Provinz Belluno. Das Innerfeldtal und das Fischleintal führen vom Sextental abzweigend tief in den Naturpark hinein. Die zahlreichen Berge werden teilweise wiederum Untergruppen zugeordnet, zu diesen zählen u. a. die namensgebenden Drei Zinnen im Süden, die Haunoldgruppe im Norden und die Sextner Sonnenuhr im Südosten. Der höchste Gipfel des Gebiets ist die Dreischusterspitze (3145 m). Nahe den Drei Zinnen befinden sich die Quellen der Rienz, größtes stehendes Gewässer des Naturparks ist der Dürrensee.
Der Naturpark liegt zum größten Teil im Hochgebirge; etwa zwei Drittel seiner Fläche bestehen aus Dolomitfelsen und Schuttkegeln, wo lediglich Pionierpflanzen ihre Habitate finden. Charakteristisch sind verschiedene alpine Rasengesellschaften (Polster-Segge, Blaugräser) und in tieferen Lagen Nadelwälder (Lärchen, Fichten, Kiefern) sowie Lärchenwiesen.

## Geschichte und Einrichtungen
Der Park wurde 1981 als Naturpark Sextner Dolomiten gegründet. 2009 wurde er als Teil der „Nördlichen Dolomiten“ durch die UNESCO als „Welterbe Dolomiten“ anerkannt. 2010 erfolgte die Umbenennung in Naturpark Drei Zinnen. Das „Naturparkhaus Drei Zinnen“ befindet sich im Kulturzentrum Grand Hotel in Toblach (Standort: ⊙) und informiert über die Geologie, Natur- und Kulturlandschaften im Naturpark sowie die Geschichte des Dolomitenkrieges.

## Galerie

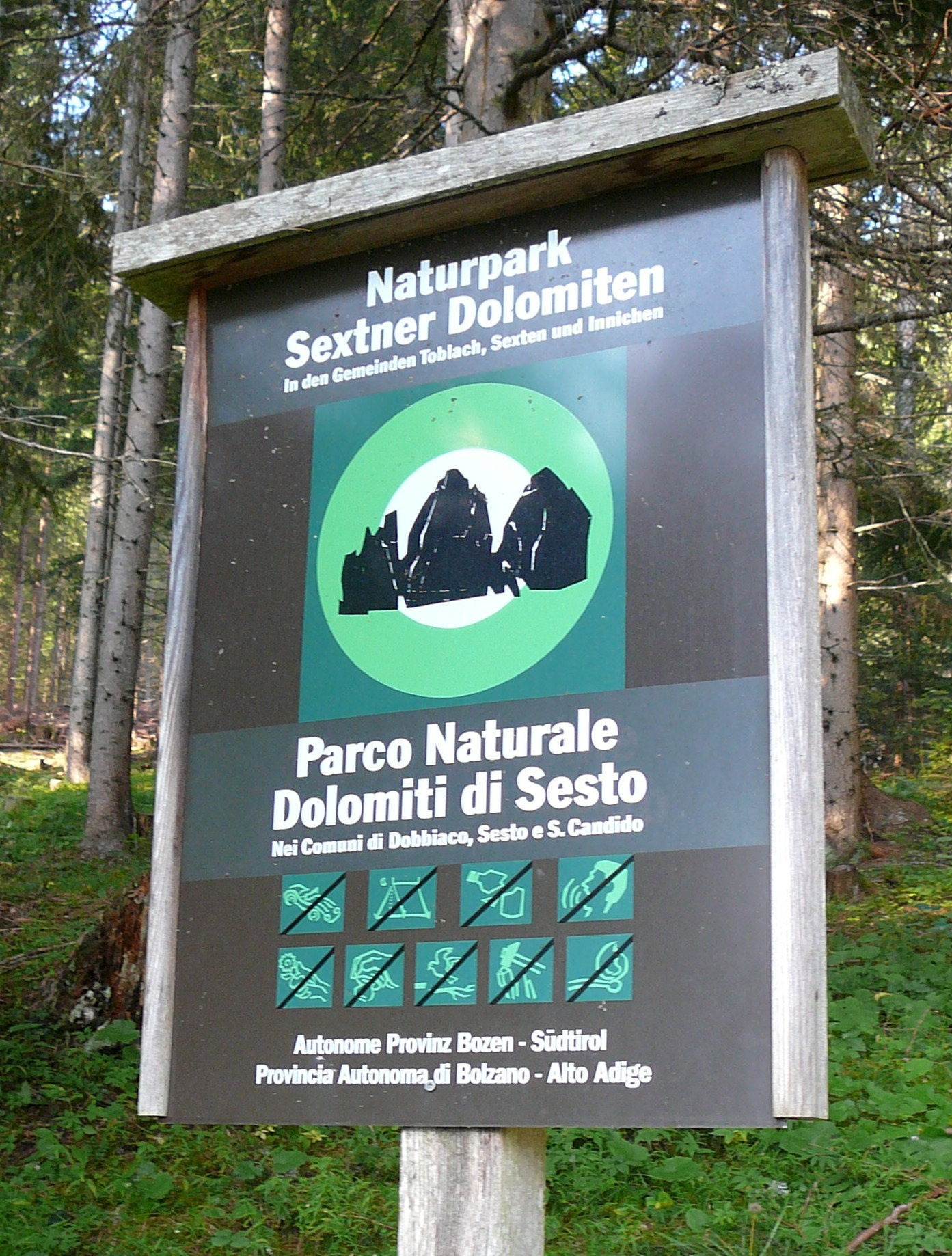
Hinweisschild
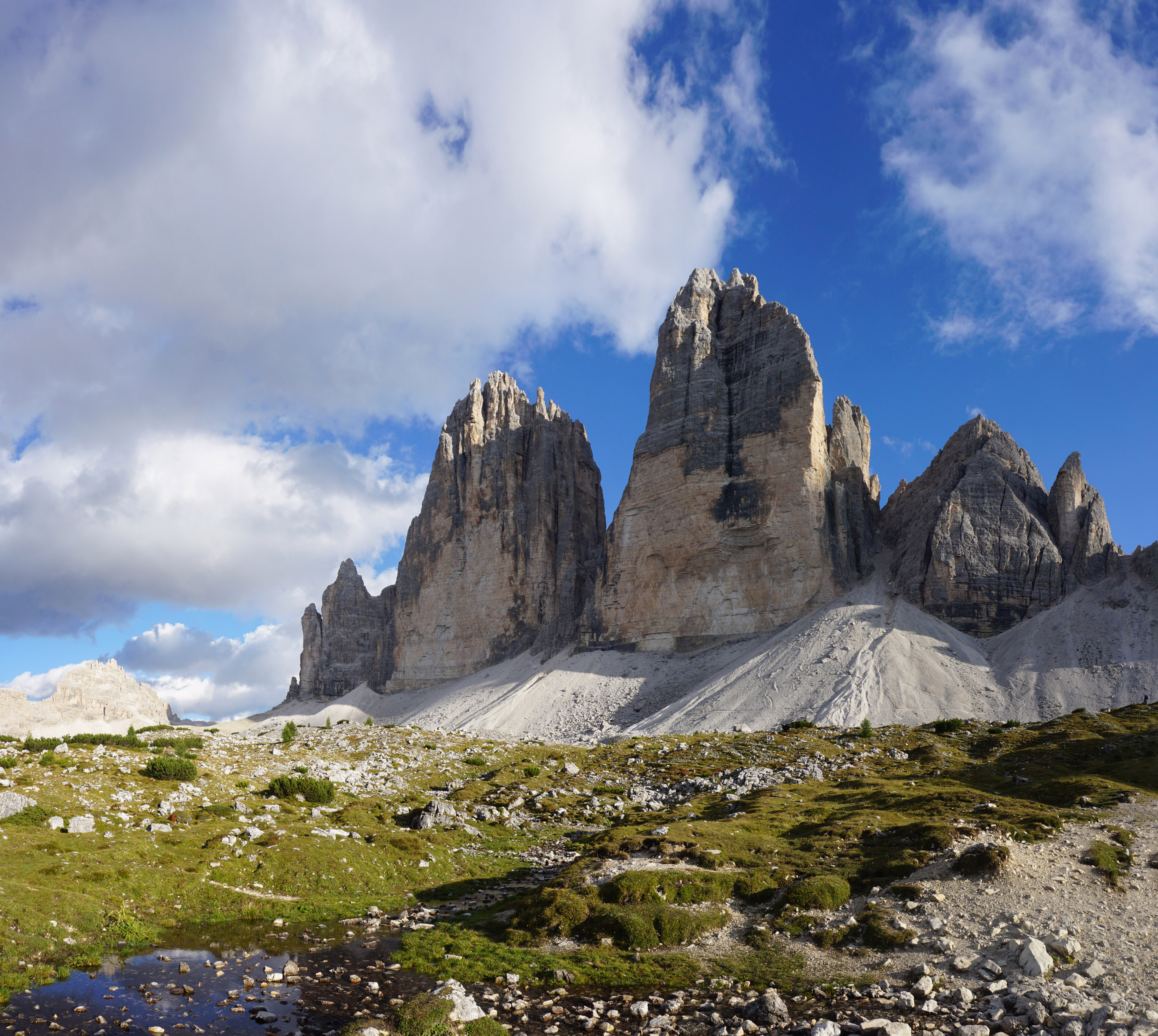
Drei Zinnen
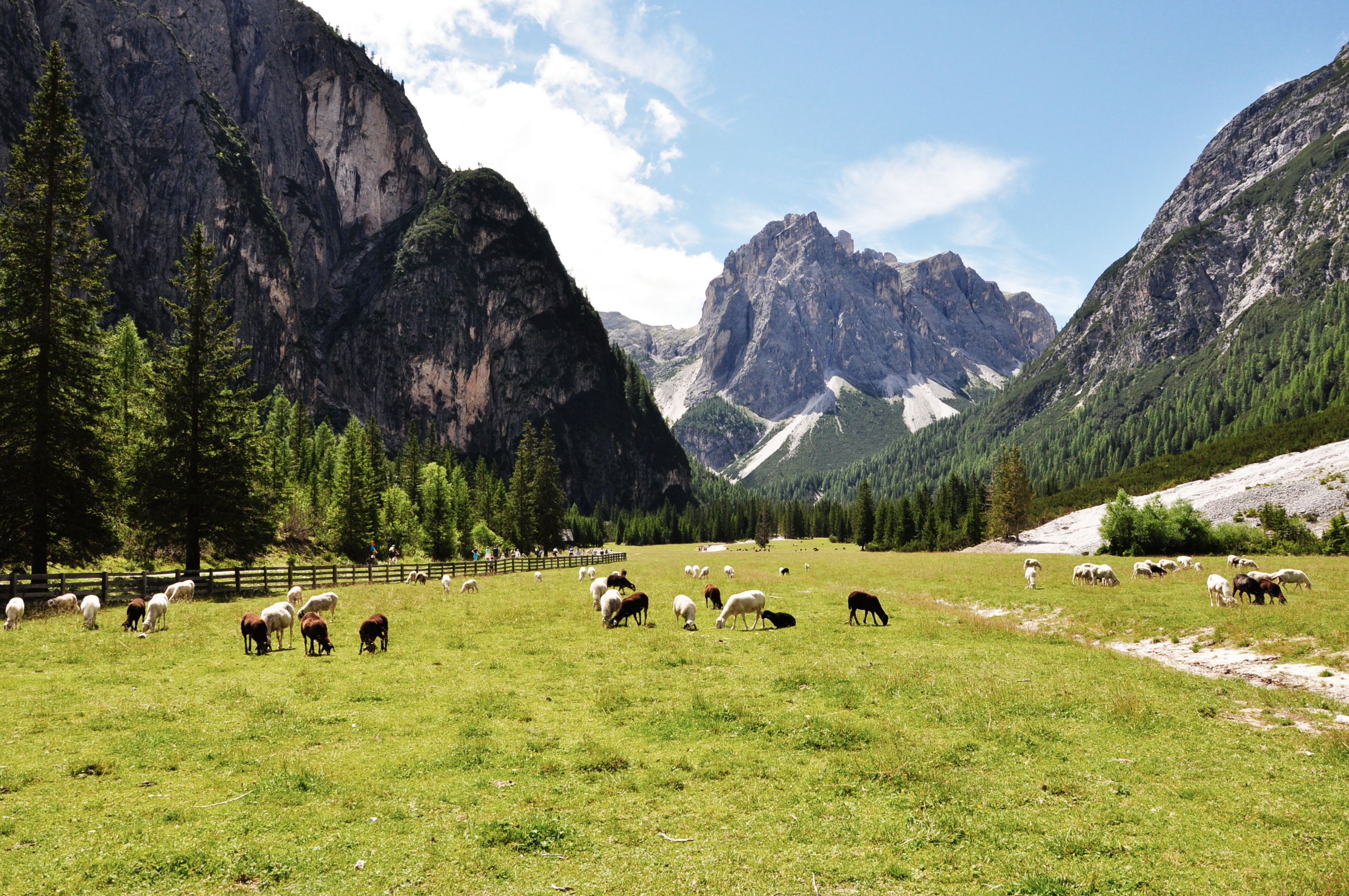
Innerfeldtal
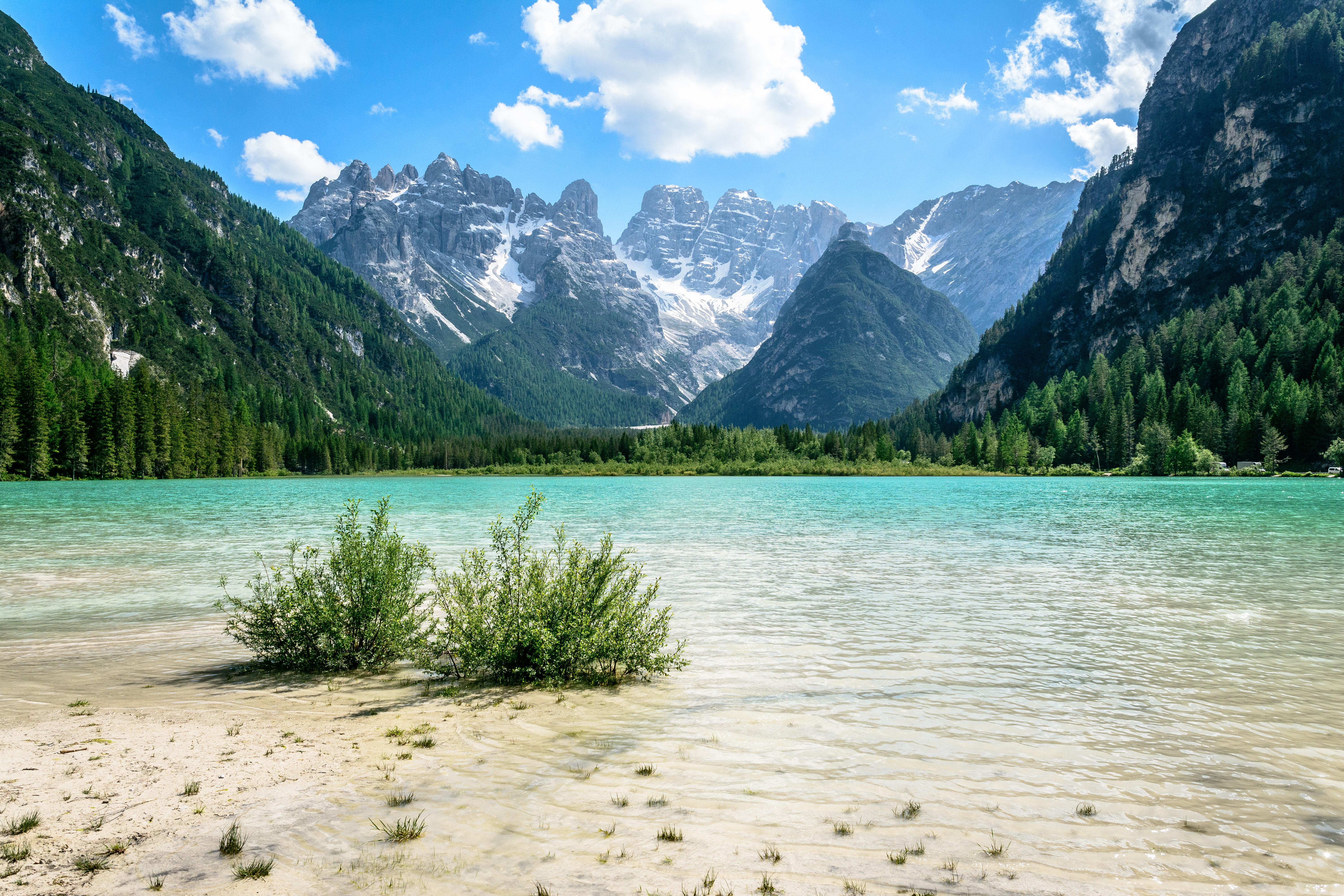
Dürrensee
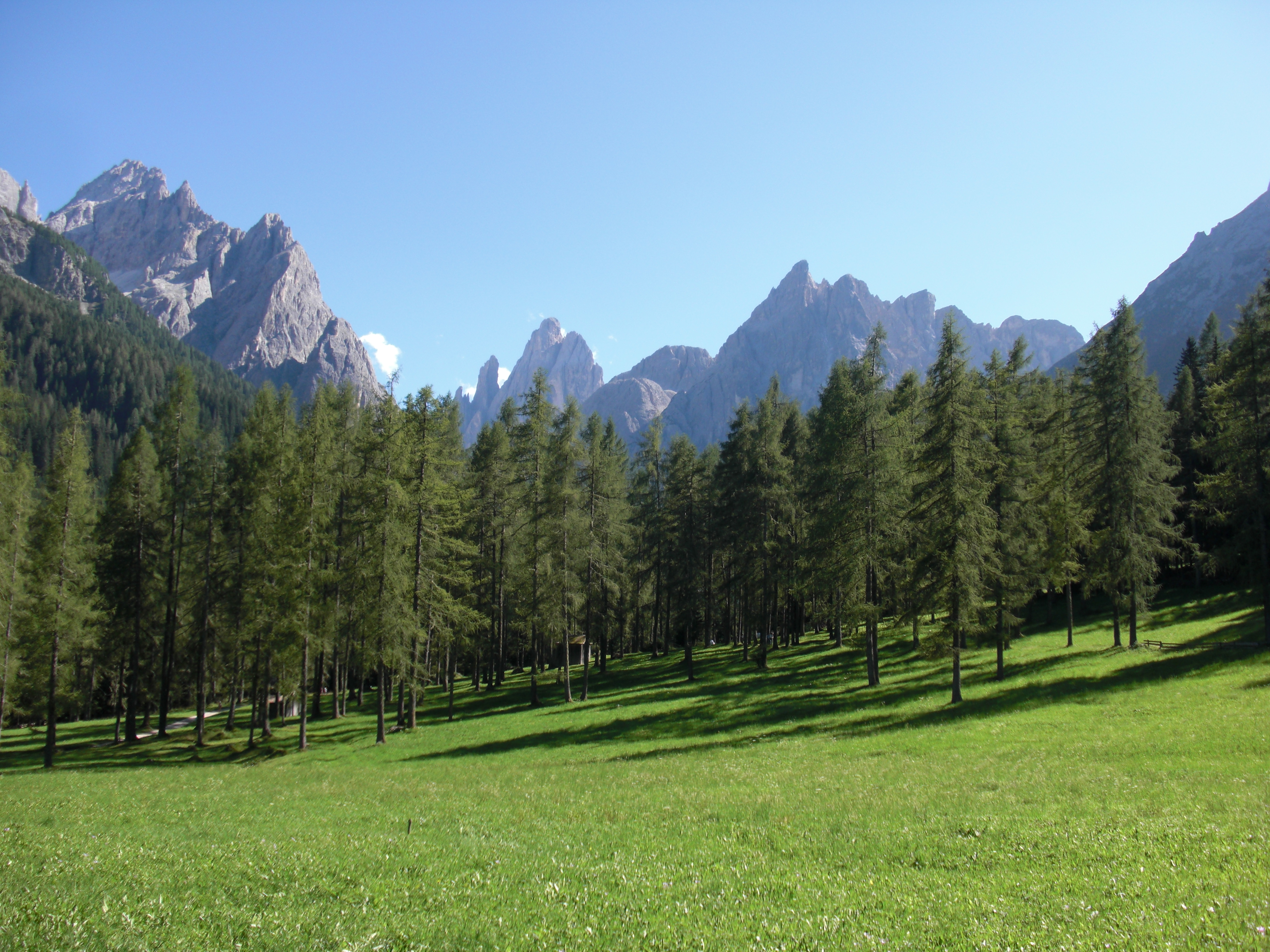
Fischleintal